# Harpactea ortegai
Harpactea ortegai là một loài nhện trong họ Dysderidae.
Loài này thuộc chi Harpactea. Harpactea ortegai được miêu tả năm 2003 bởi Carles Ribera & De Mas.